# تشارلز، ماركيز دي لا فاليت
تشارلز، ماركيز دي لا فاليت (بالفرنسية: Charles, marquis de La Valette)‏؛ 25 نوفمبر 1806 في سينليس - 2 مايو 1881 في باريس ) سياسي ودبلوماسي فرنسي. 
كان شارلز دي لا فاليت وزيراً للداخلية والخارجية في حكومة الإمبراطور نابليون الثالث . 
وأيضًا سفيراً فرنسياً لدى القسطنطينية قبل حرب القرم، ثم شغل منصب وزير الحكومة، قبل إرساله إلى الفاتيكان (كان أحد أفراد أسرة الأجداد، جان باريسو دي فاليت، حاصل على درجة الماجستير في وسام مالطة ). 
عاد تشارلز، ماركيز دي لا فاليت إلى لندن بصفة رسمية كسفير فرنسي من عام 1869 إلى عام 1870. 
تزوج تشارلز أولاً في لندن في عام 1828، ماريا غارو بيركيت (التي توفيت عام 1831 ، 24 عامًا) ، وهي ابنة الراحل دانييل بيركيت.  تزوج ثانيةً في عام 1845 من أرملة مصرفي في بوسطن، أدلين فاول (السيدة صموئيل ويلز)، التي توفيت في عام 1869؛  تزوج ثالثًا_ في عام 1871، جورجيانا غابرييل دي فلاوت.